# Monasterio de San Lorenzo (Carboeiro)
El monasterio de San Lorenzo (en gallego: mosteiro de San Lourenzo) es un antiguo monasterio benedictino situado a orillas del río Deza, en la parroquia de Santa María de Carboeiro, perteneciente a Silleda, provincia de Pontevedra, España. La iglesia es una de las obras arquitectónicas de estilo románico más destacadas de Galicia.
El cenobio fue fundado en el siglo X y vivió su mayor esplendor entre los siglos XI y XIII, para después perder gran parte de su influencia y su estatus abacial y quedar abandonado tras la desamortización de Mendizábal, en 1835. Durante la segunda mitad del siglo XX se han llevado a cabo diversos trabajos de restauración que han logrado conservar la arquitectura del templo y algunas de las dependencias monacales.

## Historia

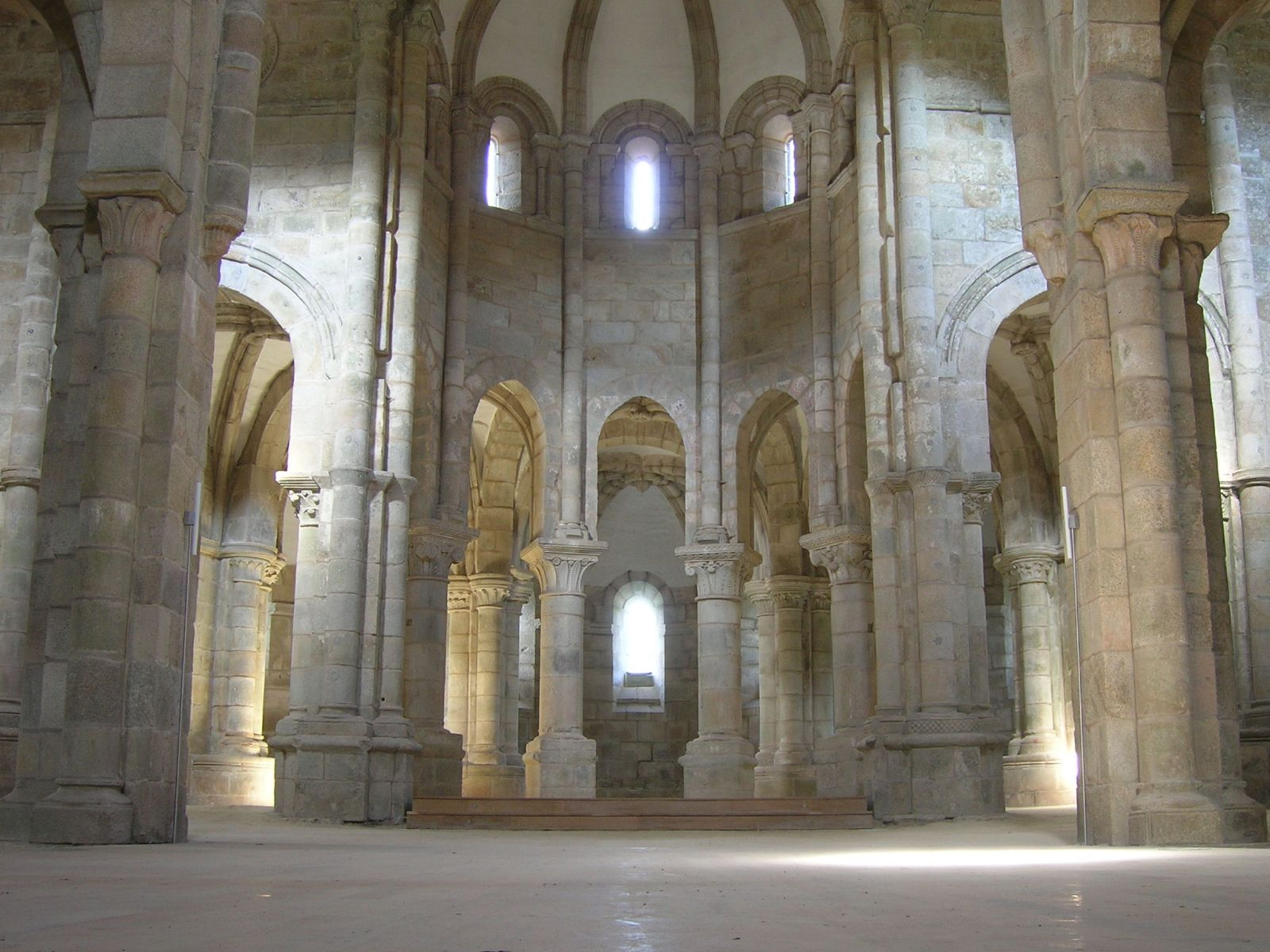
Interior de la iglesia

Según los documentos históricos, existía en el lugar una ermita propiedad de un tal «Egica», que fue comprada por los condes Gonzalo Betótez y su esposa Teresa Ériz, hija del conde de Lugo Ero Fernández, en el año 939, según la escritura de fundación del monasterio, actualmente perdida pero que conoció el padre Yepes, historiador del monasterio de San Martín Pinario.
Los condes financiaron la construcción de un cenobio, según las reglas de la época, del que fue primer abad un tal Félix y consagrado por el obispo de Lugo Ero y por el de Mondoñedo san Rosendo. La iglesia fue provista desde el comienzo con importantes reliquias, que propiciaron la llegada de peregrinos, de san Lorenzo, titular del monasterio, san Hipólito, san Pelayo, san Vicente, san Juan Bautista, san Juan evangelista, santo Tomás y san Pedro, así como una espina de la corona de Cristo en la cruz.
Fallecido el conde, su viuda Teresa rogó al rey Ramiro I de Asturias que tomase Carboeiro bajo su protección, hecho que proveyó al monasterio de especiales privilegios de la Corona y la colocó bajo la jurisdicción directa de León durante su época de mayor prosperidad, desde el siglo X al XII, constituyéndose en abadía. Los herederos del condado, especialmente, Aragonta, hija de los fundadores y esposa del rey Ordoño II de León, siguieron defendiendo los derechos territoriales del monasterio sobre las tierras del Salnés.
Destruido por Almanzor en 997, dos años después fue restaurado por el rey Bermudo II que dispersó a la comunidad y llevó al lugar a dos presbíteros, Estrarico y Trasuario, para llevar allí una vida retirada según el estilo de san Benito de Nursia y la reforma de Benito de Aniano. Desde ese momento el cenobio fue uno de los más influyentes de Galicia, con dominios sobre varias poblaciones e importantes abades, entre los que destaca san Fragildo. En 1209, el abad Fernando inauguró la iglesia, en estilo románico de transición al gótico.
Desde el año 1267 se tienen pocas noticias sobre Carboeiro y hacia 1500, tras la reforma de las órdenes religiosas auspiciada por los Reyes Católicos y promulgada por los papas Inocencio VIII y Alejandro VI, San Lorenzo de Carboeiro pasó ser un priorato dependiente de la abadía San Martín Pinario, en Santiago de Compostela, junto al antiguo priorato de San Isidro de Montes, reedificado en 1155. Carboeiro se convierte en una granja habitada por dos monjes dedicados al control de la hacienda, el cobro de las rentas y la vida espiritual de los habitantes del entorno.
Durante el siglo XIX se convirtió en refugio de las partidas que luchaban contra los franceses y después de bandidos y forajidos. 
Tras la desamortización de Mendizábal, el monasterio pasó a ser propiedad particular, tiempo en el que se perdió la techumbre y sufrió diversos expolios, que provocaron su estado ruinoso en el siglo XX.
En 1931, fue declarado Monumento Histórico-Artístico. A finales de los años 50 aumentó el expolio arrancando dos de las tres esculturas centrales del tímpano, que en la actualidad, se exponen en las vitrinas de la Sala XII del Museo de Arte Frederic Marés de Barcelona. Están datadas en el siglo XII y se atribuyen a seguidores del Maestro Mateo. Desde 1974 se han realizado diversos trabajos de restauración, que han permitido que sea visitable desde 2006 y que se realicen varios talleres educativos.
|                         |
| Lado sur del monasterio |

|                                 |
| El monasterio desde el río Deza |

|                                                    |
| Vista exterior y restos de dependencias monásticas |

|                          |
| Puerta de entrada actual |

|                                                    |
| Vista exterior con rosetón del lado de la epístola |

|                           |
| Puerta de la nave central |

|                 |
| Cripta interior |

|                                           |
| Nave central desde el lado de la epístola |

|                                                  |
| techumbre de restauración e interior desprovisto |

|                               |
| Capitel con motivos vegetales |

|                                 |
| Escudo en el acceso a la cripta |

|               |
| Deambulatorio |